# O Princípio da Incerteza (filme)
O Princípio da Incerteza é um filme português realizado em 2002 por Manoel de Oliveira.
A estreia em Portugal foi a 15 de Novembro de 2002.  É baseado na obra Jóia de Familia de Agustina Bessa-Luís.
Cenários Douro, Loureiro, Quinta de Santa Julia e outros.

## Elenco[1]
- Leonor Baldaque - Camila
- Leonor Silveira - Vanessa
- Isabel Ruth - Celsa
- Ricardo Trêpa - José Feliciano, 'Touro Azul' / Fiscal
- Ivo Canelas - António Clara
- Luís Miguel Cintra - Daniel Roper
- José Manuel Mendes - Torcato Roper
- Carmen Santos - Joana
- Cecília Guimarães - Rute
- Júlia Buisel - Tia Tofi
- Ângela Marques - Adoração
- Diogo Dória - Polícia
- António Fonseca - Polícia
- Duarte de Almeida - Sr. Ferreira
- P. João Marques - Padre